# 民音タンゴ・シリーズ
民音タンゴ・シリーズ（みんおんタンゴ・シリーズ）は、民音（一般財団法人 民主音楽協会）が1970年より実施する音楽コンサート。
アルゼンチンから、タンゴの楽団・ダンサー・歌手を招聘し、日本ツアーを開催している。
これまで2,500回以上公演し、鑑賞者は延べ380万人となる。
「民音タンゴ・シリーズ」と銘打った同シリーズは、2019年で50回の節目を迎え、日本とアルゼンチンを結ぶ友情の架け橋として歴史を築いている。
2004年からは「タンゴダンス世界選手権世界大会 ステージ部門」のチャンピオンに民音賞を贈呈。

## 民音タンゴ・シリーズ
1970年　第1回ホセ・バッソ タンゴ楽団
1971年　第2回エクトル・バレーラ タンゴ楽団
1972年　第3回フロリンド・サッソーネ楽団
1973年　第4回フランチーニ～ポンティエル楽団
1974年　第5回カルロス・ガルシーアとタンゴ・オールスターズ
1975年　第6回オルケスタ・フルビオ・サラマンカ
1976年　第7回レオポルド・フェデリコ楽団
1977年　第8回フランチーニとシンフォニック・タンゴ・オーケストラ
1978年　第9回ホセ・リベルテーラ楽団
1979年　第10回オスバルド・プグリエーセ楽団
1980年　第11回カルロス・ガルシーア・タンゴ・オールスターズ
1981年　第12回サルガン=デリオ・グラン・オルケスタ
1982年　第13回カルロス・ラサリ楽団
1983年　第14回オルランド･トリポディ楽団
1984年　第15回マリアーノ･モーレス楽団
1985年　第16回ホセ・バッソ楽団
1986年　第17回オスバルド・ベリンジェリ楽団
1987年　第18回エンリケ・ドゥマス＆オルケスタ・ドラゴーネ
1988年　第19回マリアーノ・モーレス楽団
1989年　第20回アントニオ・アグリ＆シンフォニック・タンゴ・オーケストラ
1990年　第21回フアン･ダリエンソ楽団
1991年　第22回ネストル・マルコーニ・タンゴ楽団
1992年　第23回グローリア&エドゥアルド･タンゴ舞踊団
1993年　第24回フアン・ダリエンソ楽団
1994年　第25回グローリア&エドゥアルド・タンゴ舞踊団
1995年　第26回オルランド・トリポディ楽団
1996年　第27回フリアン・プラサ楽団＆エンリケ・ドゥマス
1997年　第28回オスバルド・ピーロ楽団
1998年　第29回マウリシオ・マルチェリ楽団
1999年　第30回カルロス･ブオノ･タンゴ楽団
2000年　第31回オスバルド・レケーナ楽団
2001年　第32回ラウル・ラビエとセステート･スール
2002年　第33回オルケスタ・エル・アランケ
2003年　第34回カルロス・ガルバン楽団
2004年　第35回グローリア＆エドゥアルド・タンゴ舞踊団
2005年　第36回オルケスタ・エル・アランケ
2006年　第37回ファビオ・ハーゲル＆タンゴ・デル・スール
2007年　第38回エリカ・ディ・サルボ楽団
2008年　第39回「タンゴダンス・プレミアム」フェルナンド・マルサン楽団
2009年　第40回オスバルド・レケーナ＆スアレス・パス
2010年　第41回ビクトル・ラバジェン楽団
2011年　第42回コロールタンゴ
2012年　第43回ファビオ・ハーゲル・セステート
2013年　第44回オルケスタ・ニコラス・レデスマ
2014年　第45回グレコス・タンゴ・オルケスタ
2015年　第46回ラ・フアン・ダリエンソ
2016年　第47回セステート・メリディオナル
2017年　第48回オラシオ・ロモ・セステート
2018年　第49回ファビオ・ハーゲル・セステート
2019年　第50回フェルナンド・マルサン・セステート
2020年　第51回キンテート・グランデ

## 民音賞歴代受賞者
民音賞とはアルゼンチン共和国ブエノスアイレス市にて、同市が主催する「タンゴダンス世界選手権世界大会 ステージ部門」の優勝カップルに贈られる賞。
2004年　マルセラ＆イバン
2005年　マリア＆ヘルマン
2006年　ディアナ＆カルロス
2007年　ナタリア＆フェルナンド
2008年　メロディ＆ホセ
2009年　ベッサベ＆ジョナサン
2010年　チヅコ＆ディエゴ
2011年　ソランシュ＆マックス
2012年　マリア＆クリスティアン
2013年　フロレンシア＆ギド
2014年　マヌエラ＆フアン
2015年　カミラ＆エセキエル
2016年　アグスティーナ＆ウーゴ
2017年　アゴスティーナ＆アクセル
2018年　サグディアナ＆ディミトリ
2019年　エステファニア＆フェルナンド